# Boljunščica
Boljunščica är ett vattendrag i Kroatien.   Det ligger i länet Istrien, i den västra delen av landet, 160 km sydväst om huvudstaden Zagreb.